# ناوچه کلاس کاپیتان
ناوچه کلاس کاپیتان (به انگلیسی: Captain-class frigate) یک کلاس از کشتی است که طول آن ۲۸۹ فوت ۶ اینچ (۸۸٫۲۴ متر) (Evarts) می‌باشد.